# Nowickia memorabilis
Nowickia memorabilis är en tvåvingeart som först beskrevs av Zimin 1949.  Nowickia memorabilis ingår i släktet Nowickia och familjen parasitflugor. Inga underarter finns listade i Catalogue of Life.